# Mezzo Live
Mezzo Live é um canal de televisão por assinatura francês dedicado à música clássica, ópera, balé, jazz e world music, transmitido em alta definição. Ele é uma extensão do canal Mezzo, focado em apresentações ao vivo e gravações exclusivas, oferecendo aos espectadores uma experiência imersiva no mundo da música e da dança.

## Logotipos

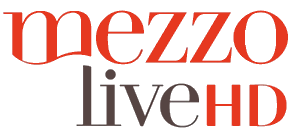
2010-2023
2023-presente